# 貪婪之秋
《貪婪之秋》是由Spiders開發並由Focus Home Interactive發行在Microsoft Windows、PlayStation 4和Xbox One平台上的動作角色扮演遊戲，於2019年9月10日在全球公開發售。

## 遊戲玩法
《貪婪之秋》的故事講述來自不同國家的殖民部隊共同發現了有著魔法和怪物的島嶼天堂提爾弗拉迪（Teer Fradee）。玩家飾演來到該島的中立城市新塞拉涅（New Sérène）使節德·薩爾代（De Sardet），他/她能夠與土著或爭奪殖民地的任何其他國家部隊結盟，同時也希望在當地找到困擾德·薩爾代及其家人的神秘疾病的解藥。
玩家要與其他殖民者、僱傭兵和尋寶者一起探索提爾弗拉迪，而受到超自然生物保護的當地人則會與包括玩家在內的入侵者作鬥爭。《貪婪之秋》有三種遊玩方式，分別是戰鬥、外交和潛行，玩家作出的決定會影響遊戲的故事以及島上不同派系之間的關係。《貪婪之秋》同時支持PlayStation 4 Pro和Xbox One X的加強圖形功能。

## 反應
《貪婪之秋》的PC版在Metacritic上根據38條評論獲得72/100分，PS4版同樣為72/100分（37條評論），而XONE版則是14條評論的78/100分，前兩者屬「好壞參平」，後者則屬「大致正面評價」級別。
IGN的T·J·哈弗（T.J. Hafer）給予《貪婪之秋》8.2/10分，他形容該作是史詩級的複雜探索故事，其中的俠盜元素亦令到遊戲更有意思。Game Informer的安德魯·雷納（Andrew Reiner）則為《貪婪之秋》打出7.25/10分，指該作給人早期貝塞斯達軟體開發的上古卷軸作品與CD Projekt的第一款《巫師》的感覺，讓人認為是下一個知名系列的開山作，但實際上還遠遠不夠。而Destructoid的派屈克·漢科克（Patrick Hancock）就打出剛剛合格的6/10分，認為《貪婪之秋》僅略高於平均水平，喜歡此類型作品的玩家可能會對它愛不惜手，但同時亦會有某些人感到不過癮。

### 獲得獎項與提名
| 年份 | 獎項       | 類別                 | 結果 | 來源   |
| ---- | ---------- | -------------------- | ---- | ------ |
| 2019 | 鈦獎       | 最佳角色扮演遊戲     | 提名 | [ 14 ] |
| 2019 | NAVGTR獎   | 最佳原創角色扮演遊戲 | 提名 | [ 15 ] |
| 2020 | 佩加索斯獎 | 最佳訊息傳遞遊戲     | 提名 | [ 16 ] |
| 2020 | 佩加索斯獎 | 最佳美術設計         | 提名 | [ 16 ] |
| 2020 | 佩加索斯獎 | 最佳遊戲設定         | 提名 | [ 16 ] |

## 外部連結
- 官方网站